# Edèsia
Edèsia (en grec antic: Αἰδεσία, llatí: Aedesia) va ser una filòsofa grega d'Alexandria, del segle v. Parenta de Sirià i esposa d'Hèrmies, filòsof neoplatònic nascut també a Alexandria, va ser famosa per la seva bellesa i virtuts. Va estudiar a Atenes on fou elogiada per tots els filòsofs i especialment per Procle amb el que havia estat promesa de molt jove. Suïdas diu que era molt virtuosa, i que feia obres de caritat fins i tot per damunt de les seves possibilitats. A la mort del seu marit es va dedicar a l'educació dels seus fills Ammoni, que va ser deixeble de Procle i va arribar a ser escolarca de l'escola neoplatònica d'Alexandria, i Heliodor, també filòsof neoplatònic, al qual se li atribueix un comentari sobre un manual d'astrologia. Edèsia va viure fins avançada edat. Damasci va pronunciar la seva oració fúnebre.